# Crusader Kings
Crusader Kings é um jogo eletrônico de estratégia 4x da Paradox Interactive lançado em 2004, que abrange um período histórico do ano 1066 até 1453. O jogador controla membros de uma família nobre ao passar dos anos, exercendo influências políticas, econômicas e militares sobre os reinos e territórios em que se instala. Uma expansão intitulada Deus Vult foi lançada em outubro de 2007.

## Ambientação
Crusader Kings se passa primariamente no continente europeu, durante a Idade Média. O jogo possui três campanhas diferentes que retratam os seguintes períodos históricos: A Conquista normanda da Inglaterra, a terceira cruzada e a guerra dos cem anos.